# Margaretamys elegans
Margaretamys elegans is een knaagdier uit het geslacht Margaretamys dat voorkomt op Celebes. In totaal zijn er 39 exemplaren bekend, die zijn gevangen in 1973 en 1975 tussen 5300 en 7500 voet hoogte op Gunung Nokilalaki. De soort leeft in bergregenwoud.
M. elegans is een middelgrote, in bomen levende rat met een lange, zachte vacht. De rugvacht is bruin, de onderkant gebbroken wit. De lange staart is voor de helft wit (het deel bij de punt) en voor de helft bruin (het andere deel). Het karyotype bedraagt 2n=42, FN=56 (vrouwtjes) of 57 (mannetjes). Om de ogen zit een donkerbruin ring. De oren zijn klein, weinig behaard en lichtbruin. De kop-romplengte bedraagt 183 tot 197 mm voor volwassen exemplaren en 140 tot 174 voor jongen, de staartlengte 248 tot 286 mm voor volwassen exemplaren en 223 tot 243 voor jongen, de achtervoetlengte 37 tot 39 mm voor volwassen exemplaren en 36 tot 37 mm voor jongen, de oorlengte 23 tot 27 mm voor volwassen exemplaren en 22 tot 23 mm voor jongen. Vrouwtjes hebben 1+2=3 mammae, net als M. beccarii.